# ジョゼ・ホジェリオ・ジ・オリヴェイラ・メロ
ホジェリオ（Rogério）こと、ジョゼ・ホジェリオ・ジ・オリヴェイラ・メロ（José Rogério de Oliveira Melo 、1990年12月24日 - ）は、ブラジル・パスケイラ出身のサッカー選手。ポジションは、フォワード、ミッドフィールダー（ウイング）。

## クラブ歴
クルーベ・アトレチコ・ド・ポルトで選手となり、セントラルSCに期限付き移籍した。2011年にクルーベ・ナウチコ・カピバリベに移籍すると、アル・ダフラFC、ボタフォゴFR、ECヴィトーリアに期限付き移籍した。2015年にサンパウロFCに完全移籍し、2016年にスポルチ・レシフェに期限付き移籍、2017年4月5日にスポルチに完全移籍した。